# 茶路站

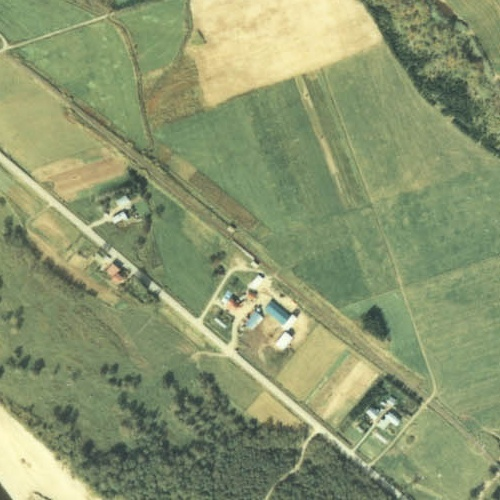
車站周邊的航空相片。圖中央是茶路站，右下方向是白糠站方向，左上方向是北進站方向。

茶路站（日语：／ Charo eki */?）是位於北海道白糠郡白糠町茶路基線，日本國有鐵道（國鐵）的白糠線車站（廢站）。隨著白糠線廢線，車站在1983年（昭和58年）10月23日廢除。

## 歷史
- 1964年（昭和39年）10月7日 - 日本國有鐵道白糠線 白糠站至上茶路站之間開通，此站啟用[1]。當時為旅客車站[1]。
- 1983年（昭和58年）10月23日 - 白糠線全線廢除，此站也廢除[1]。

### 站名的由來
車站名稱取自所在地名。「茶路」源自阿伊努語「チャロ（caro）」，其意思是「口」。

## 車站構造
截至車站廢除前，此站是地面車站，設有1面1線的單式月台。月台位於路軌西邊（北進方向的列車會開啟左邊月台）。在車站啟用時已經是無人車站，沒有車站大樓，月台南邊出入口附近設有候車室。

## 使用狀況
截至1981年度（昭和56年度），1日上下車人次為21人。

## 車站周邊
車站周邊都是乳業農場地帶。
- 國道392號（日语：国道392号）
- 茶路川（日语：茶路川） - 距離車站約0.3公里。在河流邊可進行垂釣和露營[4]。

## 現況
截至2001年（平成13年），月台被淹沒了，車站的結構不詳。車站附近還有櫻花樹。截至2010年（平成22年）也是同樣。此外，截至2011年（平成23年）還有枕木遺留下來。

## 相鄰車站
日本國有鐵道
白糠線
上白糠－（共榮臨時乘降場）－茶路－縫別

## 注腳
1. 1 2 3 4 5  石野哲（編）. . JTB. 1998: 895. ISBN 978-4-533-02980-6 （日语）.
2. ↑   (PDF). アイヌ語地名リスト. 北海道 環境生活部 アイヌ政策推進室. 2007  [2019-11-03]. （原始内容存档 (PDF)于2018-04-17） （日语）.
3. ↑   第1版. 札幌市: 日本国有鉄道北海道総局. 1973-03-25: 151. ASIN B000J9RBUY （日语）.
4. 1 2 3 4  書籍《国鉄全線各駅停車1 北海道690駅》（小學館，1983年7月發行）141頁。
5. ↑  書籍《鉄道廃線跡を歩くVII》（JTB出版，2001年1月發行）48頁。
6. ↑  書籍《新 鉄道廃線跡を歩く1 北海道・北東北編》（JTB出版，2010年4月發行）70頁。
7. ↑  書籍《北海道の鉄道廃線跡》（著：本久公洋，北海道新聞社，2011年9月發行）148-149頁。